# Stanisław Ostrowski
Stanisław Ostrowski (ur. 29 października 1892 we Lwowie, zm. 22 listopada 1982 w Londynie) – polski lekarz dermatolog z tytułem doktora, żołnierz Legionów i Wojska Polskiego, trzeci prezydent Rzeczypospolitej Polskiej na uchodźstwie w latach 1972–1979.
Poseł na Sejm II RP III, IV i V kadencji (1930–1939), ostatni polski prezydent Lwowa w II Rzeczypospolitej (1936–1939).

## Życiorys

### Młodość
Urodził się 29 października 1892 we Lwowie. Był synem Michała (powstaniec styczniowy, Sybirak) i Marii z domu Scholtz. W 1909 zdał egzamin dojrzałości w C. K. IV Gimnazjum we Lwowie. Według innej wersji zdał maturę w C. K. Gimnazjum we Lwowie w 1912.
W 1912 podjął studia lekarskie na Wydziale Lekarskim Uniwersytetu Lwowskiego. Kształcił się również na Uniwersytecie Wiedeńskim. Podczas edukacji działał w strukturach Organizacji Młodzieży Narodowej od 1908, Związku Strzeleckiego od 1912, Związki Walki Czynnej, funkcjonując pod pseudonimem „Korczak”. W ramach ZS został absolwentem szkoły podoficerskiej i niższej szkoły oficerskiej.

### Walka o niepodległość
Po wybuchu I wojny światowej wstąpił do Legionów Polskich na 3 sierpnia 1914. Służył w szeregach I Brygady na froncie, a potem został przydzielony do służby pomocniczej w formacji zapasowych. Departamencie Wojskowym Naczelnego Komitetu Narodowego, ale służbę przerwała choroba i pobyt w szpitalu. Po wyleczeniu został przeniesiony do Kancelarii Lekarskiej w stacji Zbornej Legionów w Wiedniu, Przemyślu i Lwowie, gdzie pełnił obowiązki lekarza. Po kryzysie przysięgowym z 1917 działał w Polskim Korpusie Posiłkowym. Po bitwie pod Rarańczą był internowany przez Austriaków w 41 pułku piechoty, a 13 kwietnia 1918 uznany za niezdolnego do służby wojskowej. Po tym podjął przerwane studia lekarskie.
U kresu wojny 31 października 1918 jako student (rygorozant) medycyny stawił się na rozkaz kpt. Zdzisława Trześniowskiego i w listopadzie 1918 brał udział w obronie Lwowa w stopniu chorążego działał w Szkole Sienkiewicza i w II odcinku, udzielał pomocy rannym w szpitalu na Politechnice. W dalszym etapie wojny polsko-ukraińskiej walczył w szeregach 38 pułku piechoty. 21 sierpnia 1919 został mianowany porucznikiem lekarzem z dniem 19 lipca 1919. Był przydzielony do szpitala polowego w Stryju. Podczas wojny z bolszewikami w 1920 był naczelnym lekarzem w grodzińskiego pułku strzelców (od 24 stycznia do 15 czerwca 1920) oraz 240 pułku piechoty (od 7 lipca). 5 września został przeniesiony do Szpitala Wojskowego w Brzeżanach na stanowisko ordynatora. 15 września został przeniesiony do Batalionu Zapasowego 39 pułku piechoty w Jarosławiu na stanowisko naczelnego lekarza. W 1920 przydzielony do oddziałów Małopolskiej Armii Ochotniczej jako naczelny lekarz pułku. 24 września 1920 został zatwierdzony z dniem 1 kwietnia 1920 w stopniu kapitana, w Korpusie Lekarskim, w grupie oficerów byłych Legionów Polskich. Od kwietnia do grudnia 1921 pełnił służbę w Kadrze Kompanii Zapasowej Sanitarnej Nr VI we Lwowie na stanowisku instruktora i lekarza oddziału. 15 grudnia 1921 został przydzielony do 49 pułku piechoty na stanowisko naczelnego lekarza. W międzyczasie (luty 1921) ukończył trzytygodniowy „kurs o walce i obronie gazowej” w Wojskowej Szkole Gazowej w Warszawie. Z dniem 1 maja 1922 został przeniesiony do rezerwy.
W 1922 został zweryfikowany w stopniu kapitana ze starszeństwem z dniem 1 czerwca 1919 i 811. lokatą w korpusie oficerów rezerwowych sanitarnych, grupa lekarzy, przeniesiony do rezerwy z przydziałem w rezerwie do 1 batalionu sanitarnego. 10 listopada 1930 został przeniesiony z rezerwy do pospolitego ruszenia. W 1934 jako oficer pospolitego ruszenia pozostawał w ewidencji Powiatowej Komendy Uzupełnień Lwów Miasto z przydziałem mobilizacyjnym do Kadry Zapasowej 1 Szpitala Okręgowego w Warszawie.

### Dwudziestolecie międzywojenne

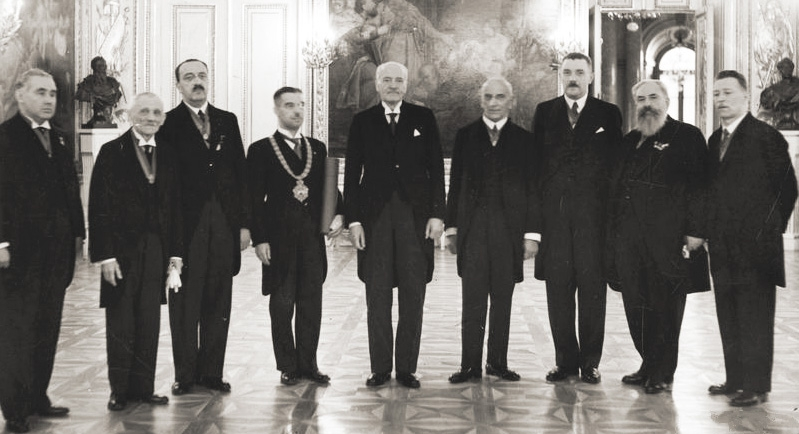
Delegacja Lwowa na audiencji u prezydenta Ignacego Mościckiego 13.09.1936. W centrum: Stanisław Ostrowski (z łańcuchem prezydenta miasta), Ignacy Mościcki, Wołodymyr Decykewycz

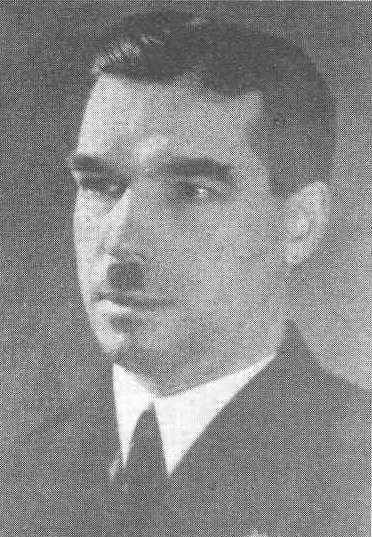
Stanisław Ostrowski, przed 1939

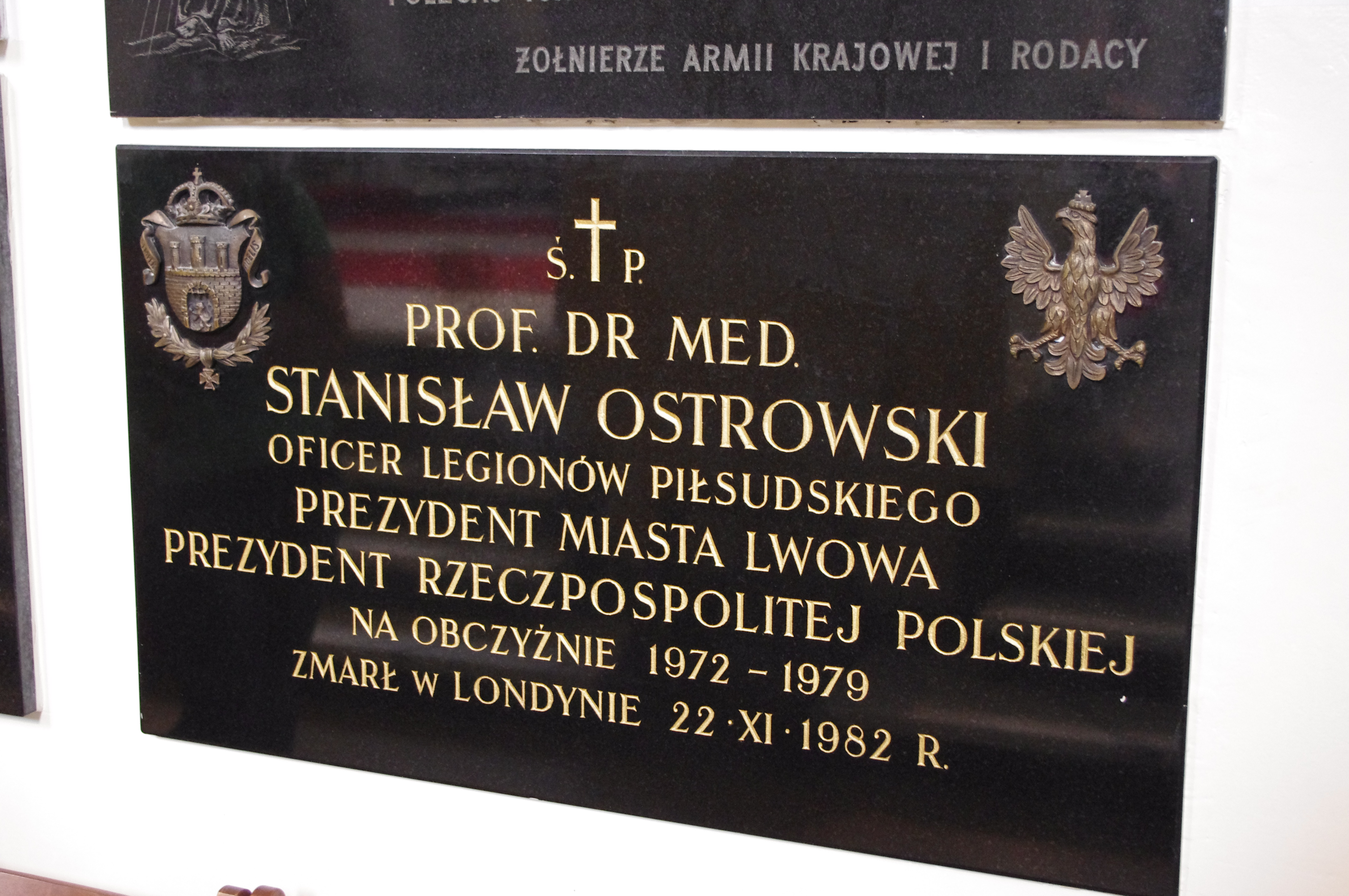
Tablica upamiętniająca Stanisława Ostrowskiego w kościele św. Stanisława Kostki w Warszawie

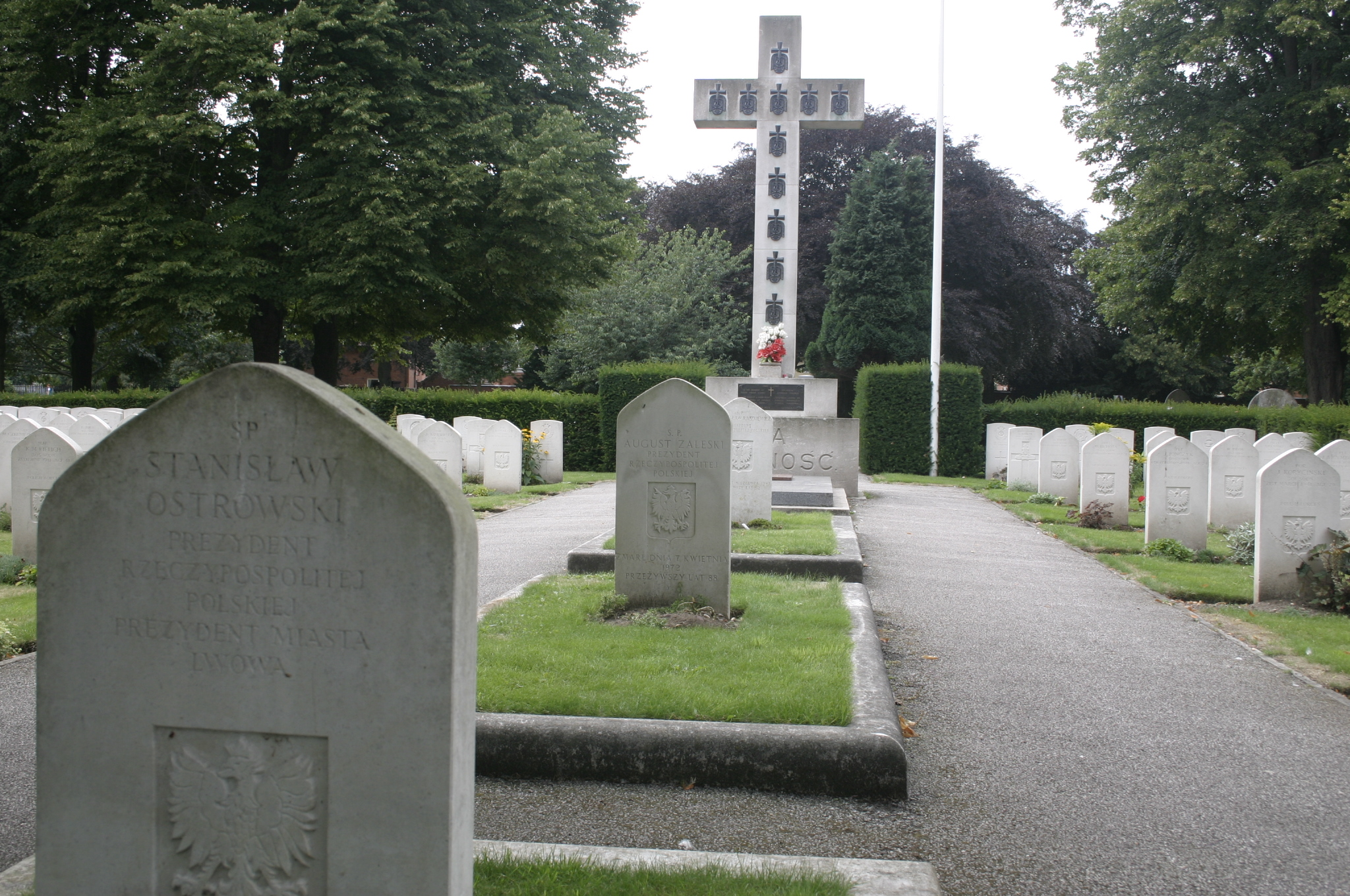
Cmentarz w Newark, na pierwszym planie nagrobek Stanisława Ostrowskiego, następny Augusta Zaleskiego, a za nim Władysława Raczkiewicza

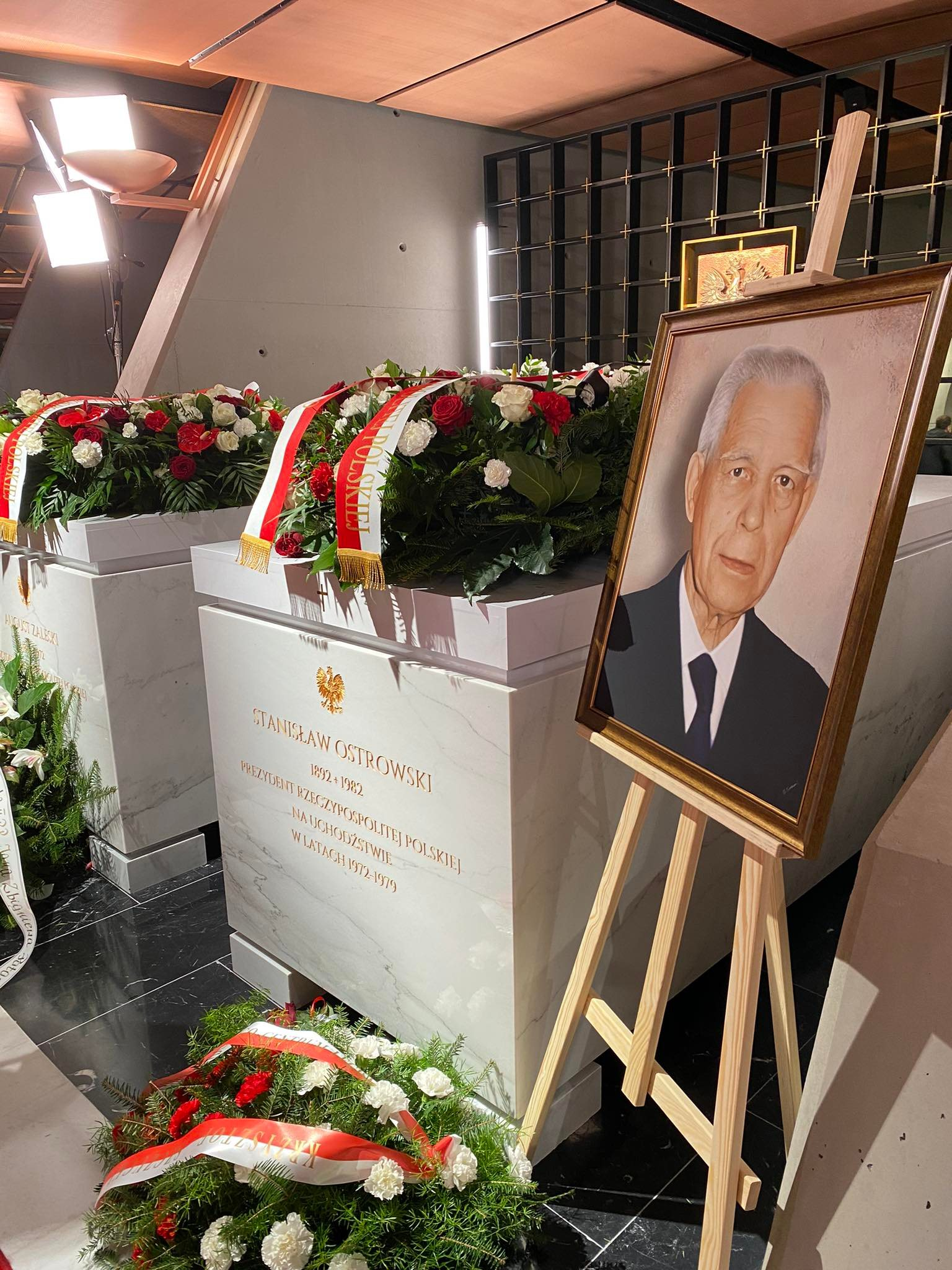
Sarkofag Stanisława Ostrowskiego (2022)

W czerwcu 1919 uzyskał stopień naukowy doktora medycyny. Po odejściu z armii od maja 1922 do kwietnia 1925 był starszym asystentem kliniki dermatologicznej na Uniwersytecie Warszawskim pod kierunkiem prof. Franciszka Krzyształowicza. Od maja 1925 do 30 listopada 1927 pracował jako starszy asystent kliniki dermatologicznej na macierzystym Wydziale Lekarskim Uniwersytetu Jana Kazimierza we Lwowie. Od 1928 pełnił funkcję prymariusza oddziału męskiego chorób skórnych i wenerycznych Państwowego Szpitala Powszechnego we Lwowie. W 1930 uzyskał habilitację z dermatologii na UJK. W 1931 został docentem dermatologii UJK. Brał udział w zjazdach dermatologów zarówno w Polsce i za granicą, był także autorem prac z dziedziny dermatologii oraz innych. Jako przedstawiciel Lwowskiej Izby Lekarskiej został wybrany do składu Naczelnej Izby Lekarskiej V kadencji 1935–1939.
Od 1930 był trzy razy wybierany we Lwowie z listy BBWR na posła do Sejmu RP: III kadencji (1930–1935), IV kadencji (1935–1938), V kadencji (1938–1939). W parlamencie zajmował się sprawami zdrowotnymi, bronił też praw mniejszości narodowych. Po wyborach samorządowych z czerwca 1934 zasiadł w Radzie Miasta Lwowa i od tego roku był wiceprezydentem Lwowa. Po upływie okresu urzędowania komisarycznego prezydenta, Wacława Drojanowskiego, został wybrany prezydentem i od maja 1936 sprawował urząd prezydenta rodzinnego miasta, został zaprzysiężony 24 czerwca 1936. Mimo że należał do obozu sanacyjnego, jako prezydent Lwowa przeforsował przemianowanie części ul. Zielonej na ul. gen. Tadeusza Rozwadowskiego. Reskryptem z 21 września 1935 jako przedstawiciel miasta Lwowa został wybrany na członka Lwowskiej Rady Wojewódzkiej.
Od 1932 był prezesem Związku Obrońców Lwowa. Pełnił funkcję przewodniczącego powołanego w 1932 Komitetu Opieki nad Uczestnikami Powstania z r. 1863/4, roztaczającym opiekę nad weteranami z terenu województwa lwowskiego. Był wiceprezesem Towarzystwa Badania Historii Obrony Lwowa i Województw Południowo-Wschodnich i w 1937 kierował działalnością tegoż. 21 marca 1937 został wybrany prezesem zarządu Polskich Towarzystw Śpiewaczych i Muzycznych. W 1937 był członkiem zarządu lwowskiego Obozu Zjednoczenia Narodowego. Po reorganizacji struktur w lutym 1938 wyznaczony wiceprzewodniczącym okręgu lwowskiego OZN. W 1937 został wybrany prezesem Związku Miast Małopolskich i pełnił tę funkcję nadal w 1939.

### II wojna światowa
Po wybuchu II wojny światowej w okresie kampanii wrześniowej 1939 pozostał we Lwowie, a 13 września w przemówieniu radiowym skierował do ludności słowa: Zostaję z wami na dolę i niedolę. Po agresji ZSRR na Polskę z 17 września 1939 i kapitulacji Lwowa przed Armią Czerwoną, został aresztowany w gabinecie prezydenta 22 lub 23 września 1939, tj. wbrew warunkom wcześniejszego aktu kapitulacji.
Był więziony przez NKWD przez cztery miesiące we Lwowie, następnie w Moskwie: przez czternaście miesięcy na Łubiance i przez cztery miesiące w Butyrkach (w tym okresie w 1940 wszyscy trzej wiceprezydenci Lwowa i zastępcy S. Ostrowskiego sprzed 1939, Wiktor Chajes, Franciszek Irzyk i Jan Weryński, zostali ofiarami zbrodni katyńskiej dokonywanej na terenach ukraińskich). Łącznie w moskiewskich więzieniach był osadzony przez 19 miesięcy, w tym czasie był przez około 80 razy przesłuchiwany. W maju 1941 Stanisław Ostrowski jako społecznie niebezpieczny element został skazany na karę ośmiu lat w obozie pracy przymusowej. Był przetrzymywany w łagrach we wschodniej Syberii: w obozie w Krasnojarsku (pracując jako drwal), następnie na obszarze Buriackiej ASRR w łagrze Czyta (tam był lekarzem). Po zawarciu układu Sikorski-Majski z 30 lipca 1941 na mocy amnestii odzyskał wolność w listopadzie tego roku. Początkowo przebywał w ambasadzie w Kujbyszewie, po czym 19 grudnia 1941 zgłosił się do formowanej w Buzułuku armii polskiej w ZSRR, w której podjął pracę w służbie zdrowia. Z Wojskiem Polskim ewakuował się z ZSRR, odbywając szlak przez Bliski Wschód. Został oficerem Polskich Sił Zbrojnych na Zachodzie. Z 2 Korpusem gen. Władysława Andersa przeszedł do Włoch, gdzie podczas kampanii włoskiej pracował w szpitalach wojskowych.

### Okres powojenny
Po zakończeniu wojny pozostał na emigracji w Wielkiej Brytanii od 1946. Początkowo służył w Polskim Korpusie Przysposobienia i Rozmieszczenia. Następnie pracował do 1955 jako lekarz i ordynator oddziału dermatologicznego 3 Szpitala w Penley. Był członkiem Ligi Niepodległości Polski. Przystąpił do Polskiego Towarzystwa Naukowego na Obczyźnie oraz Związku Lekarzy Polskich. 17 grudnia 1960 został wybrany przez aklamację dożywotnim prezesem honorowym Koła Lwowian w Londynie. Na emeryturę przeszedł w 1962. Był współpracownikiem tzw. Rady Trzech. Powstała ona w 1954 na skutek opozycji wobec Augusta Zaleskiego, który nie chciał ustąpić z funkcji prezydenta po zakończeniu konstytucyjnej siedmioletniej kadencji.
Zgodnie z Ustawą Konstytucyjną z 23 kwietnia 1935 zarządzeniem Prezydenta RP Augusta Zaleskiego został wyznaczony „na następcę Prezydenta Rzeczypospolitej na wypadek opróżnienia się urzędu Prezydenta Rzeczypospolitej przed zawarciem pokoju”. W dniu 9 kwietnia 1972, dwa dni po śmierci prezydenta Augusta Zaleskiego, na podstawie art. 24 ust. 1 i 2 konstytucji z 1935 objął urząd Prezydenta RP na uchodźstwie. Z chwilą objęcia przez niego urzędu, Rada Trzech samorozwiązała się, uznając legalność jego nominacji. Zgodnie ze swoją wcześniejszą zapowiedzią, 8 kwietnia 1979, po upływie siedmioletniej kadencji, przekazał urząd Prezydenta RP następcy, Edwardowi Raczyńskiemu.
W 1973 otrzymał doktorat honoris causa Wydziału Prawa i Nauk Politycznych Polskiego Uniwersytetu na Obczyźnie.
W dniu 21 listopada 1982 w Londynie uczestniczył w uroczystym wieczorze, upamiętniającym 64 rocznicę zwycięskiej obrony Lwowa. Po jego zakończeniu zasłabł w samochodzie, po czym został odwieziony do londyńskiego szpitala, gdzie zmarł następnego dnia, 22 listopada 1982, dokładnie w rocznicę oswobodzenia Lwowa przez Polaków. Uroczystości żałobne odbyły się 3 grudnia 1982 w kościele św. Andrzeja Boboli w Londynie, gdzie odprawiono mszę świętą. Został pochowany 4 grudnia 1982 na Cmentarzu Lotników i Spadochroniarzy Polskich w Newark.   

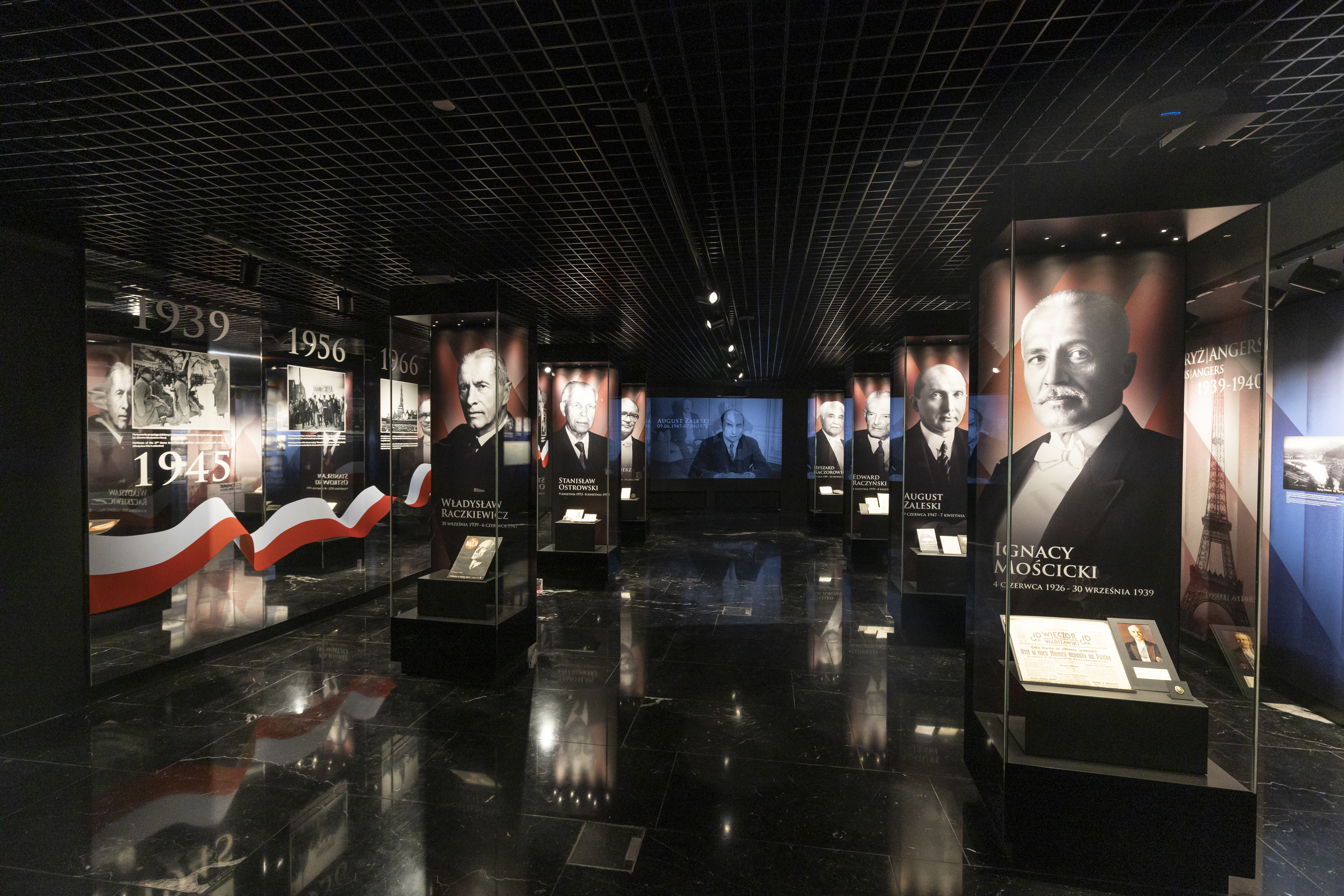
Izba Pamięci poświęcona Prezydentom RP na uchodźstwie przy Świątyni Opatrzności Bożej w Warszawie

12 listopada 2022 do Polski zostały sprowadzone szczątki Stanisława Ostrowskiego oraz dwóch innych prezydentów RP na uchodźstwie: Władysława Raczkiewicza oraz Augusta Zaleskiego. Tego samego dnia w Świątyni Opatrzności Bożej w Warszawie odbyły się uroczystości pogrzebowe oraz pochówek w nowo powstałym Mauzoleum Prezydentów RP na Uchodźstwie.

## Życie prywatne
Jego żoną była Kamila Ostrowska (zm. 1962), przedwojenna działaczka społeczna na rzecz dzieci we Lwowie.

## Upamiętnienie
Tablice upamiętniające prezydenta Stanisława Ostrowskiego ustanowiono w kościele św. Andrzeja Boboli w Londynie (1984), w kościele św. Stanisława Kostki w Warszawie (ok. 1987). W 2008 r. Poczta Polska wyemitowała w nakładzie 600 tys. sztuk należący do serii „Prezydenci Rzeczypospolitej Polskiej na uchodźstwie” znaczek pocztowy o nominale 1,45 zł upamiętniający Stanisława Ostrowskiego. W grudniu 2015 portret Stanisława Ostrowskiego wraz z portretami pozostałych Prezydentów RP na uchodźstwie zawieszono na honorowym miejscu w holu ambasady RP w Londynie.

## Ordery i odznaczenia
- Order Orła Białego (9 kwietnia 1972)[59]
- Wielka Wstęga Orderu Odrodzenia Polski (9 kwietnia 1972)
- Krzyż Srebrny Orderu Wojskowego Virtuti Militari nr 8127 (10 sierpnia 1922)[60][61][62]
- Krzyż Komandorski Orderu Odrodzenia Polski (1968)[63]
- Krzyż Niepodległości (4 listopada 1933)[64]
- Krzyż Oficerski Orderu Odrodzenia Polski[3]
- Krzyż Walecznych nr 28366 (9 kwietnia 1921)[65][32]
- Krzyż Zasługi z Mieczami
- Złoty Krzyż Zasługi (11 czerwca 1937)[66][67]
- Medal Pamiątkowy za Wojnę 1918–1921[61]
- Medal Dziesięciolecia Odzyskanej Niepodległości[5]
- Krzyż Obrony Lwowa nr 1178[68][32]
- Odznaka Honorowa „Orlęta”
- Odznaka I Załogi Szkoły Sienkiewicza
- Krzyż Króla Rumunii (Rumunia)
- Krzyż Komandorski Orderu Orła Białego (Jugosławia)[32]
- Krzyż Wojenny 1941–1944 (1967, Jugosławia)[69]
- Złota odznaka honorowa Koła Lwowian w Londynie (1970, pierwsze odznaczenie w kolejności)[70]